# Сырец (станция метро)
«Сыре́ц» (укр. «Сире́ць») — 43-я станция Киевского метрополитена, конечная на Сырецко-Печерской линии. Расположена в Шевченковском районе города Киева, после станции «Дорогожичи». Открыта 14 октября 2004 года. Название — от исторической местности города. Пассажиропоток — 10,6 тыс. чел./сутки.

## Конструкция
Станция глубокого заложения. Имеет три подземных зала — средний и два зала с посадочными платформами. Залы станции соединены между собой рядом проходов-порталов, которые чередуются с пилонами.

## Описание
При создании архитектурного образа станции авторы использовали ряд нетипичных для предыдущих киевских пилонных станций приёмов. Карнизы над пилонами были развиты и покрыты перфорированными металлическими пластинами с освещением. Пилоны и путевые стены облицованы белым мрамором с лентами из квадратной красной смальты различных оттенков, которая усилит визуальный контраст с полом, выполненным из светло-серого полированного гранита и габбро. В местах примыкания пилонов к полу сделан переход из лекальных гранитных деталей.
Ось центрального зала выделена двумя световыми вертикалями, образованными колоннами из нержавеющей стали в торце на фоне большого панно из смальты. С противоположной стороны центрального зала в эскалаторный наклон направлены зенитные фонари наземного вестибюля.
Имеется один наземный вестибюль, соединённый со станцией четырёхленточными одномаршевыми эскалаторами производства Крюковского вагоностроительного завода.
Первый этаж вестибюля занимает пассажирская зона с кассами, на втором размещены технологические помещения метрополитена. Поблизости станции расположена одноимённая железнодорожная платформа пригородных поездов и лесопарк Сырецкий гай.

## Изображения

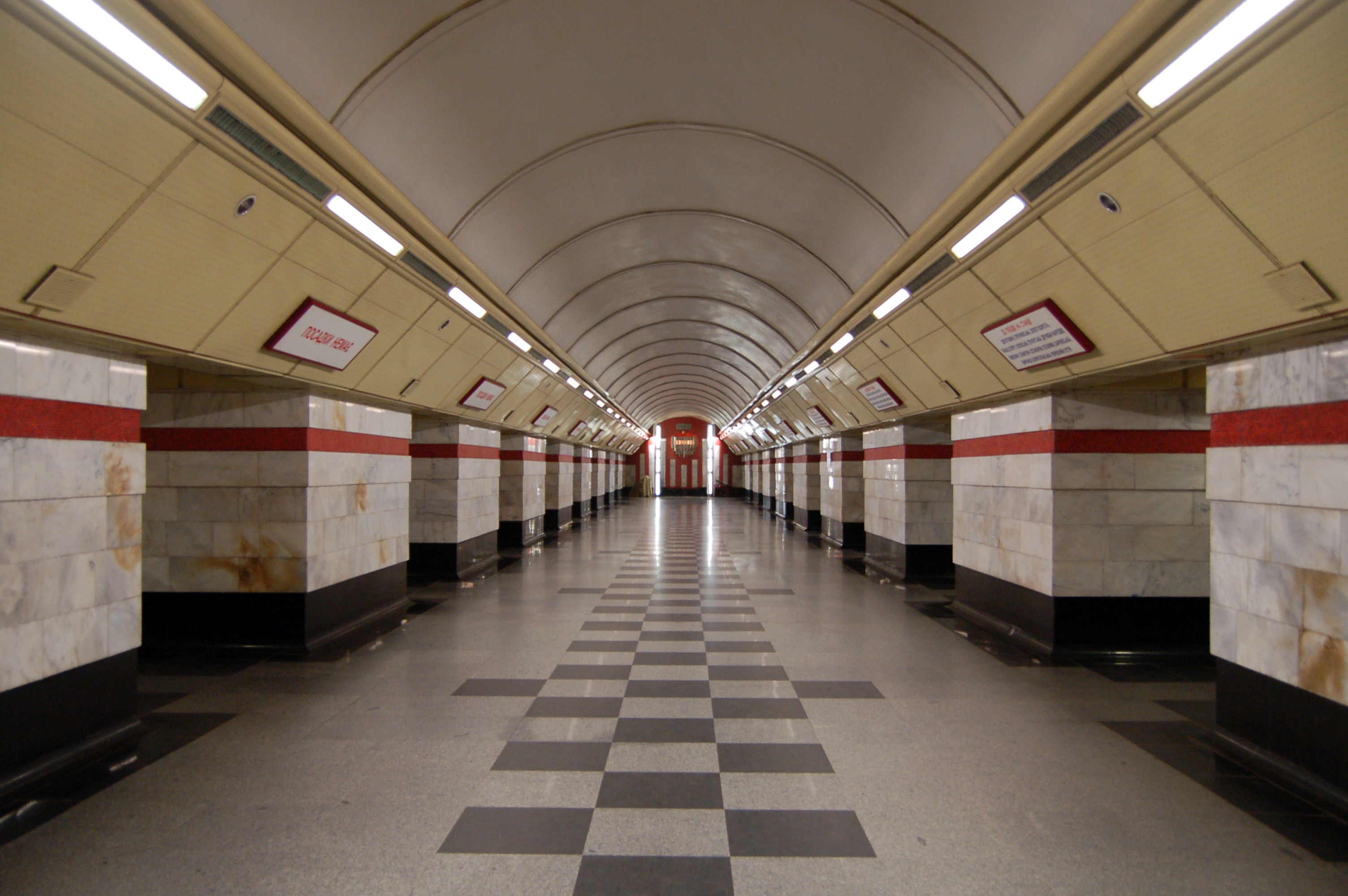
Центральный зал станции
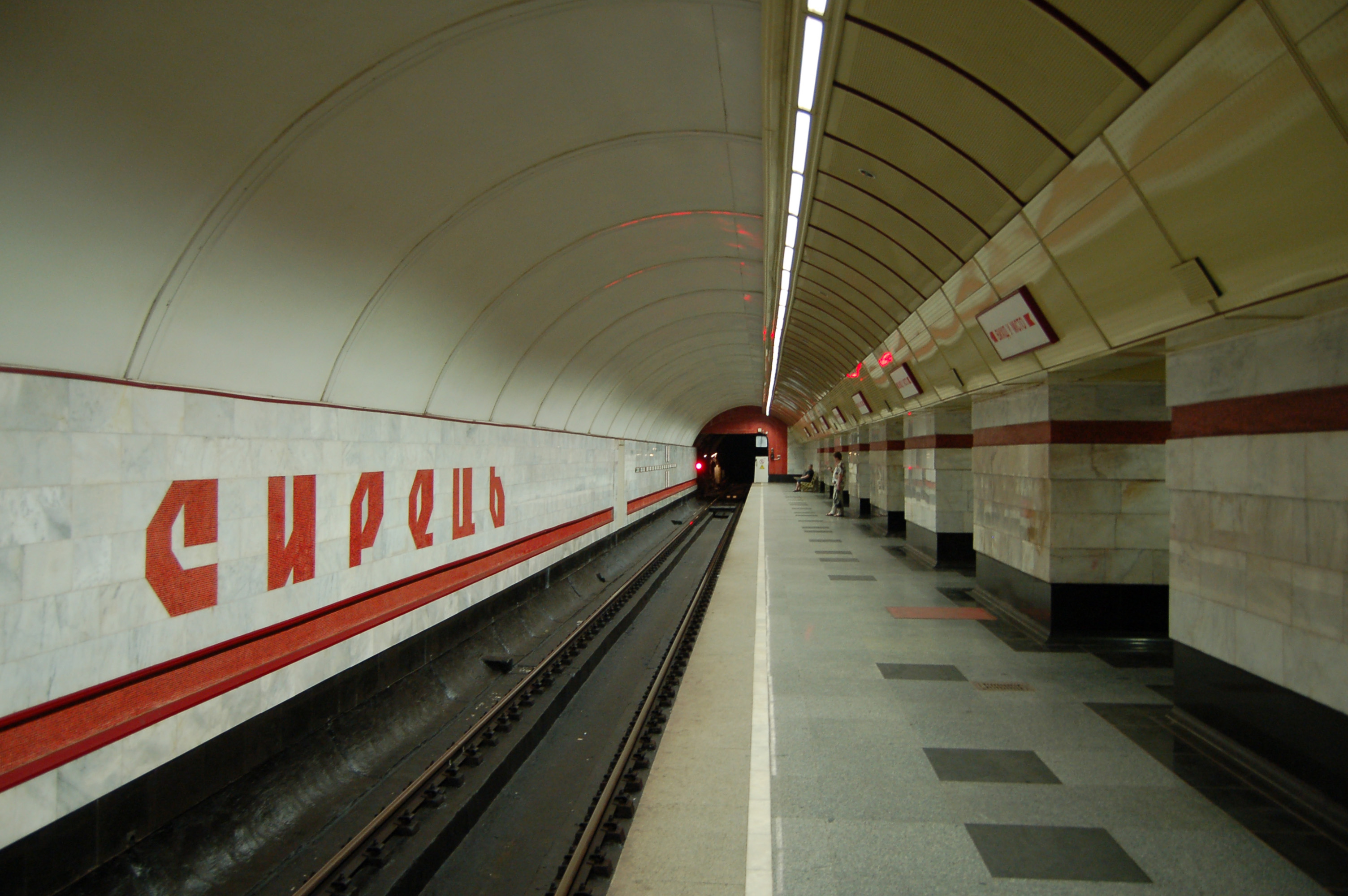
Посадочная платформа
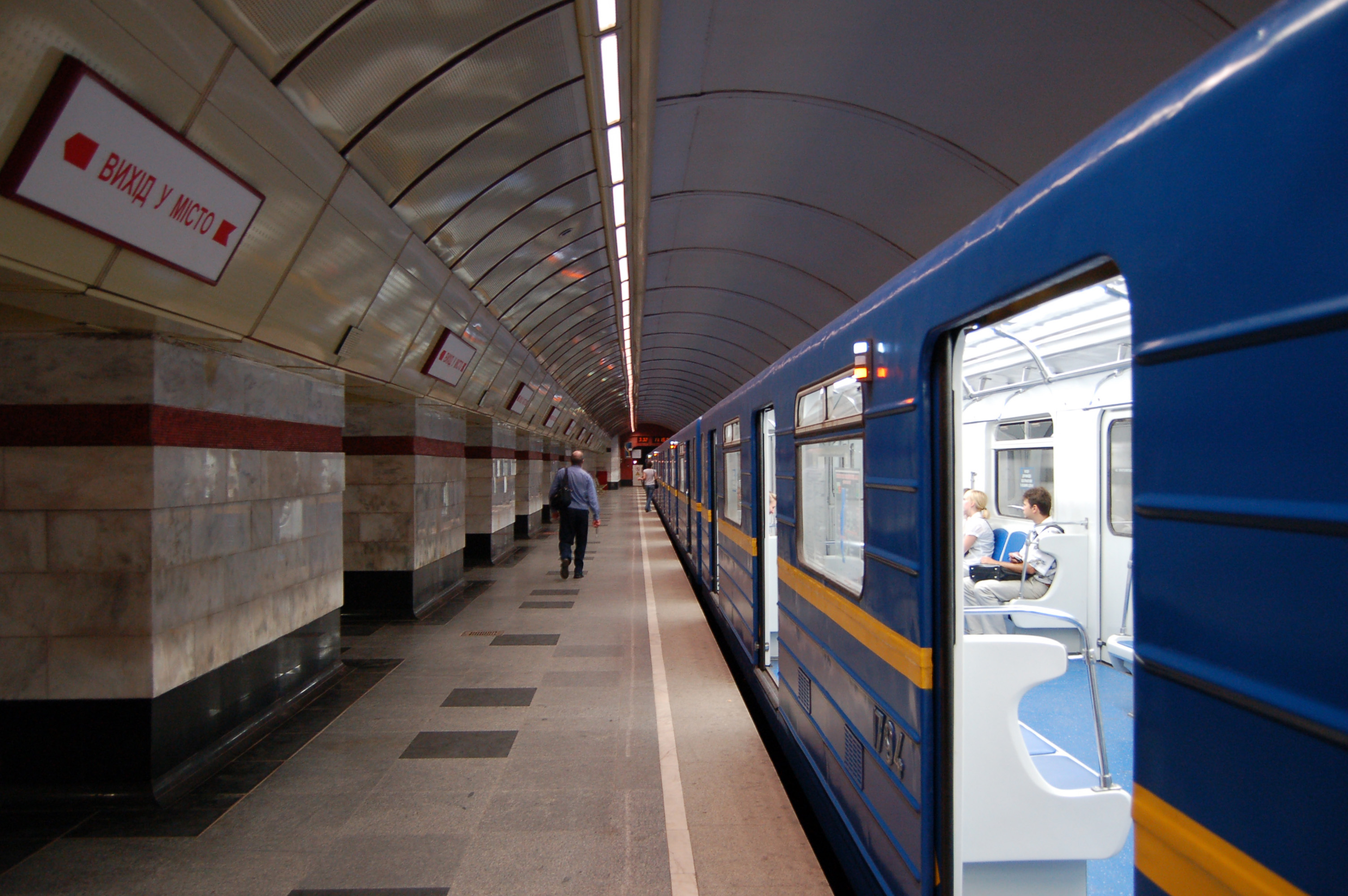
Посадочная платформа
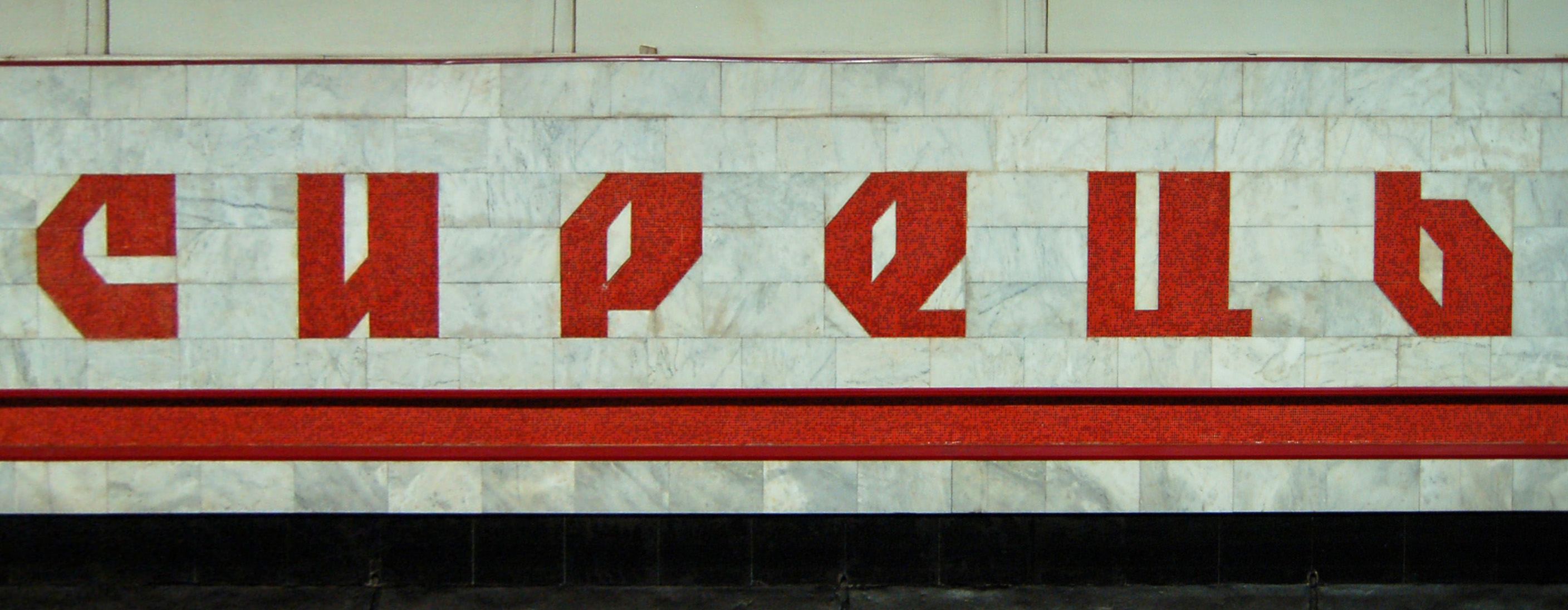
Название станции на путевой стене
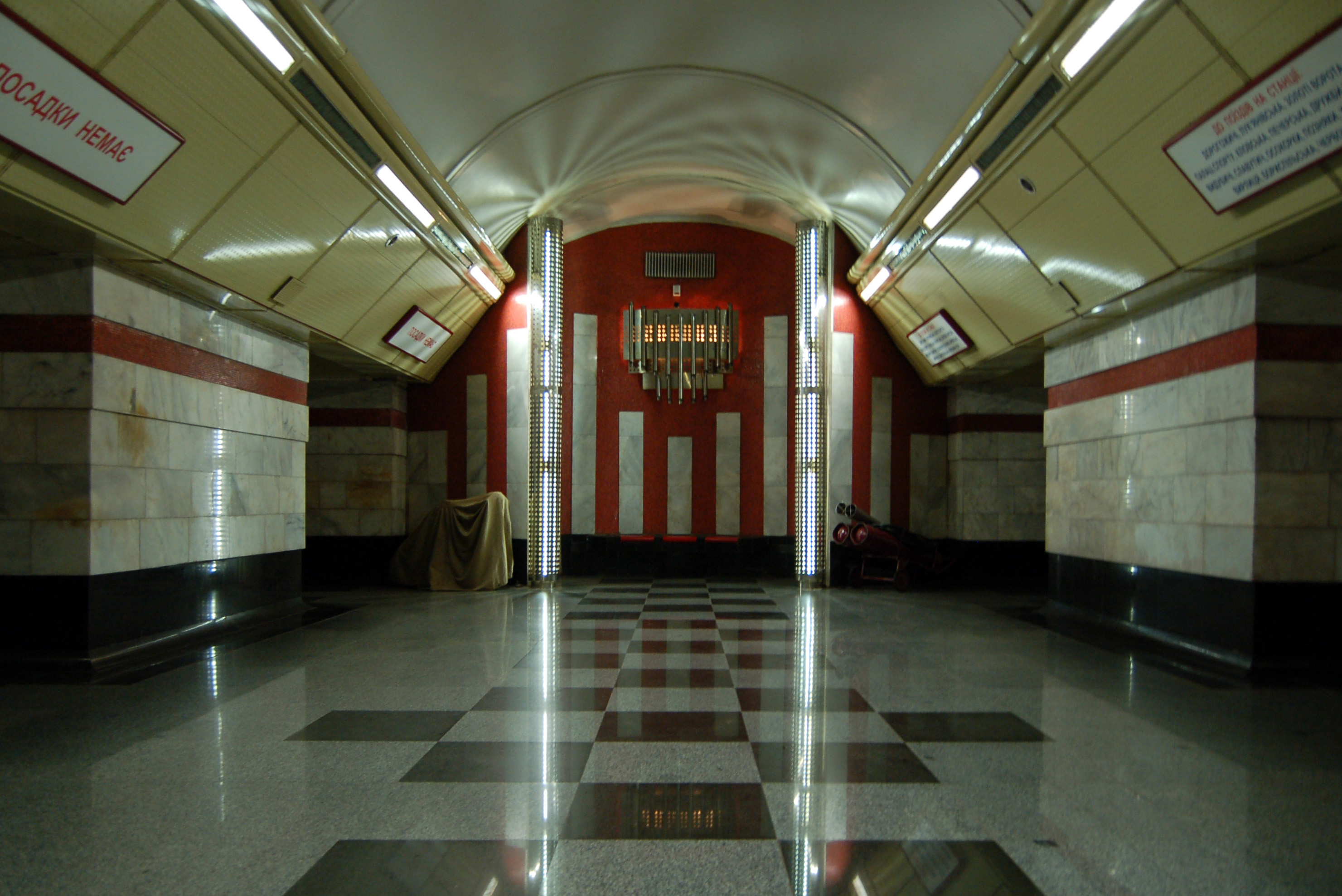
Композиция в торце зала
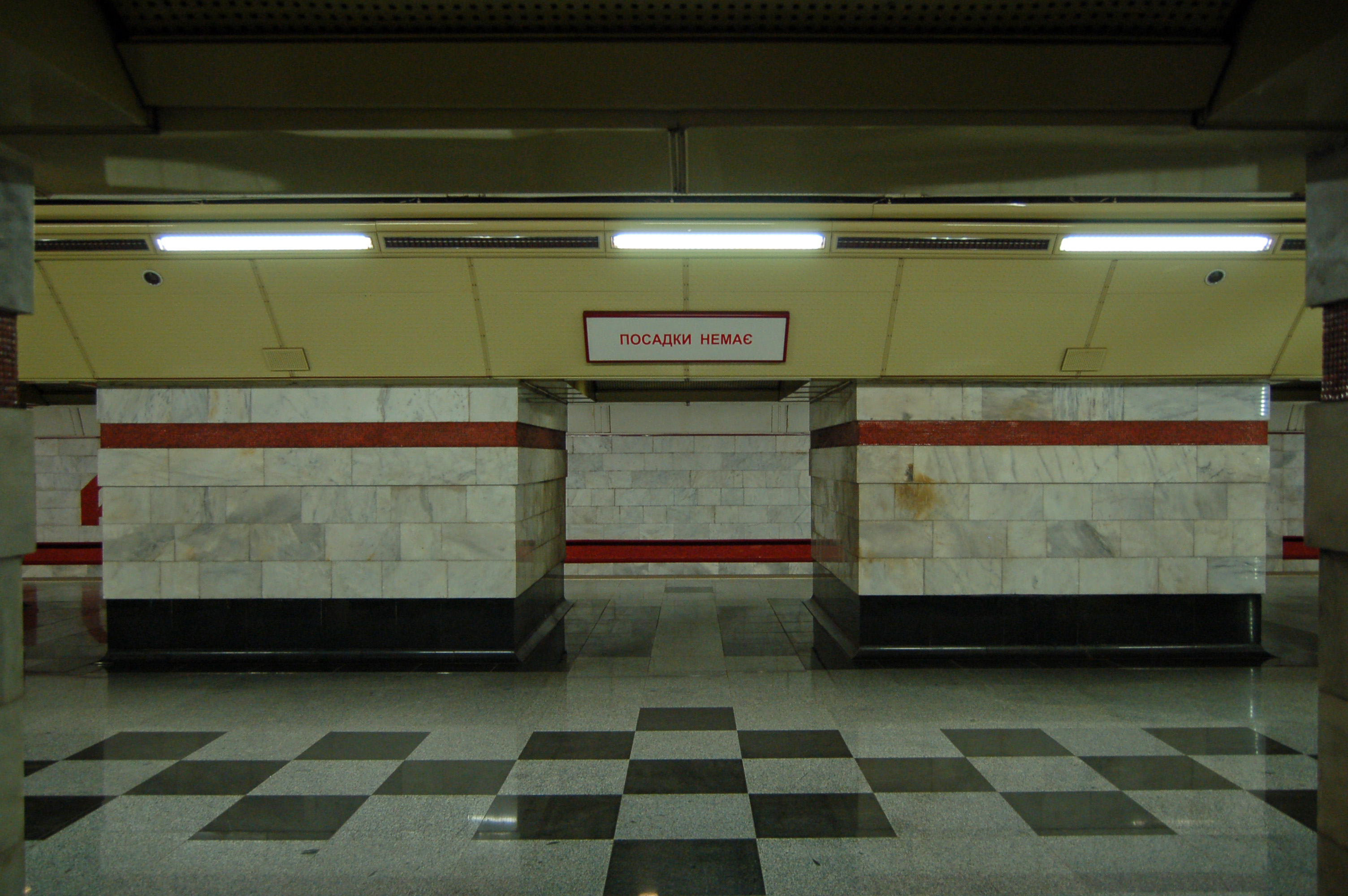
Форма пилонов
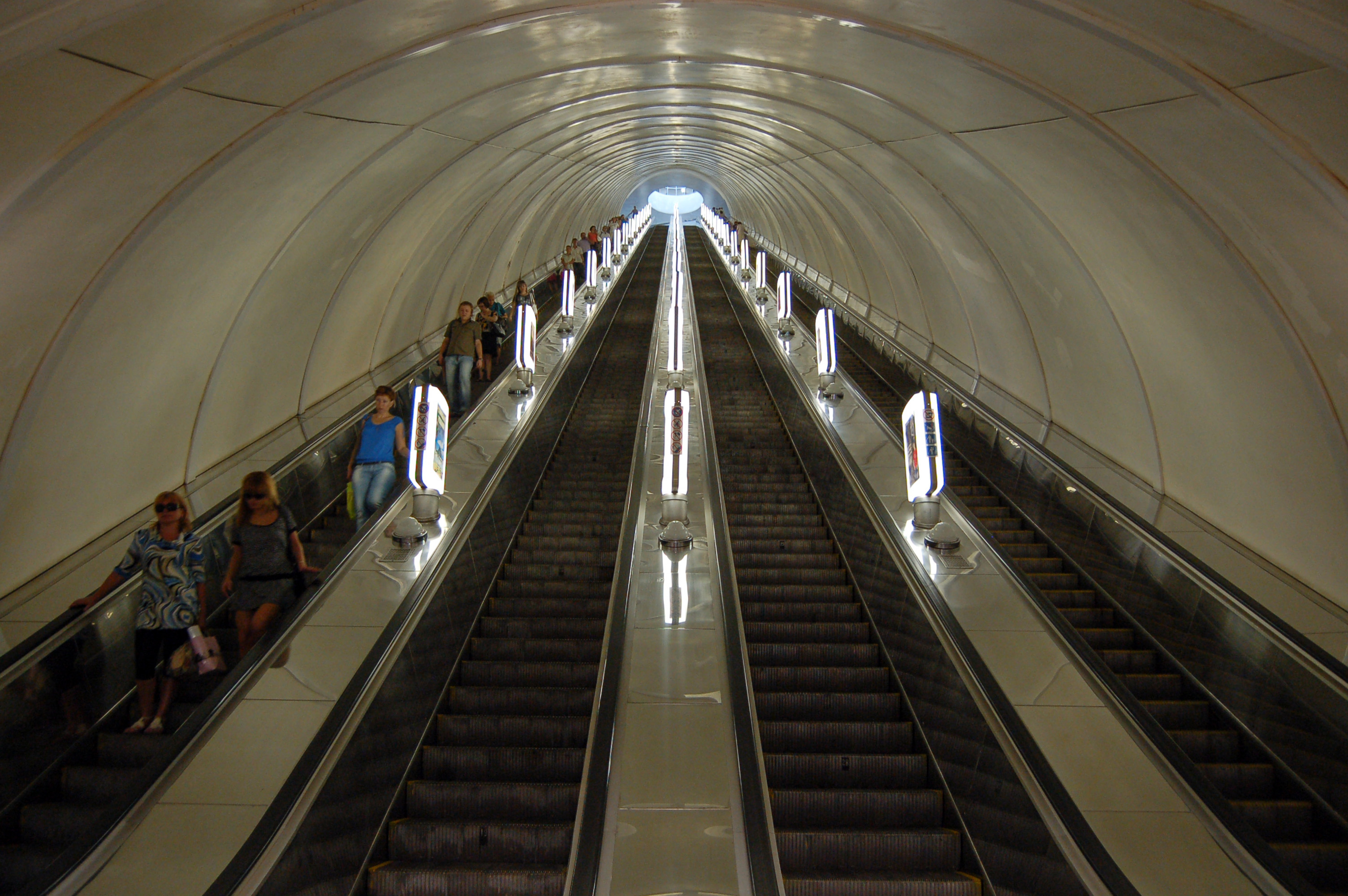
Эскалаторный тоннель
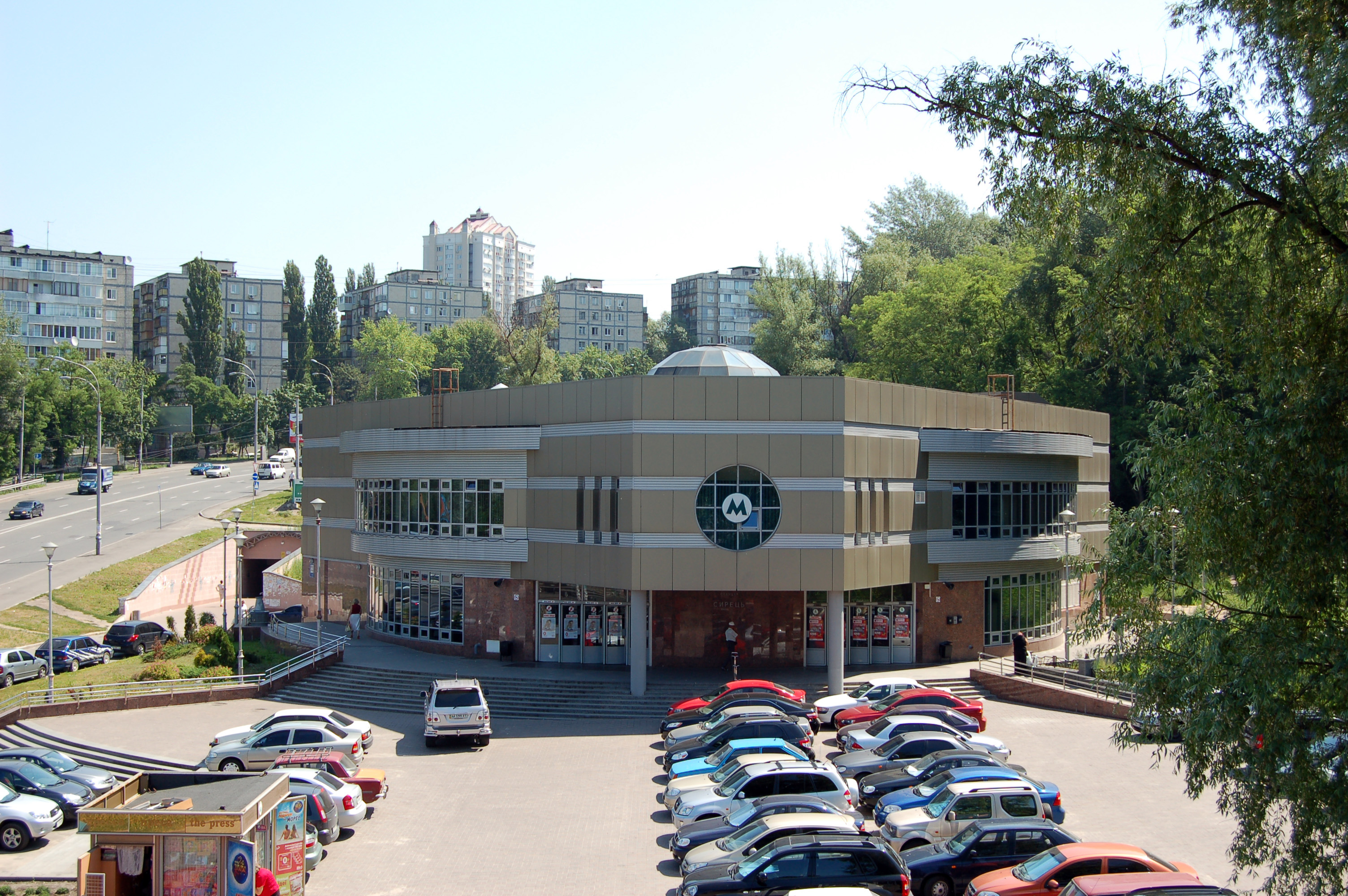
Наземный вестибюль
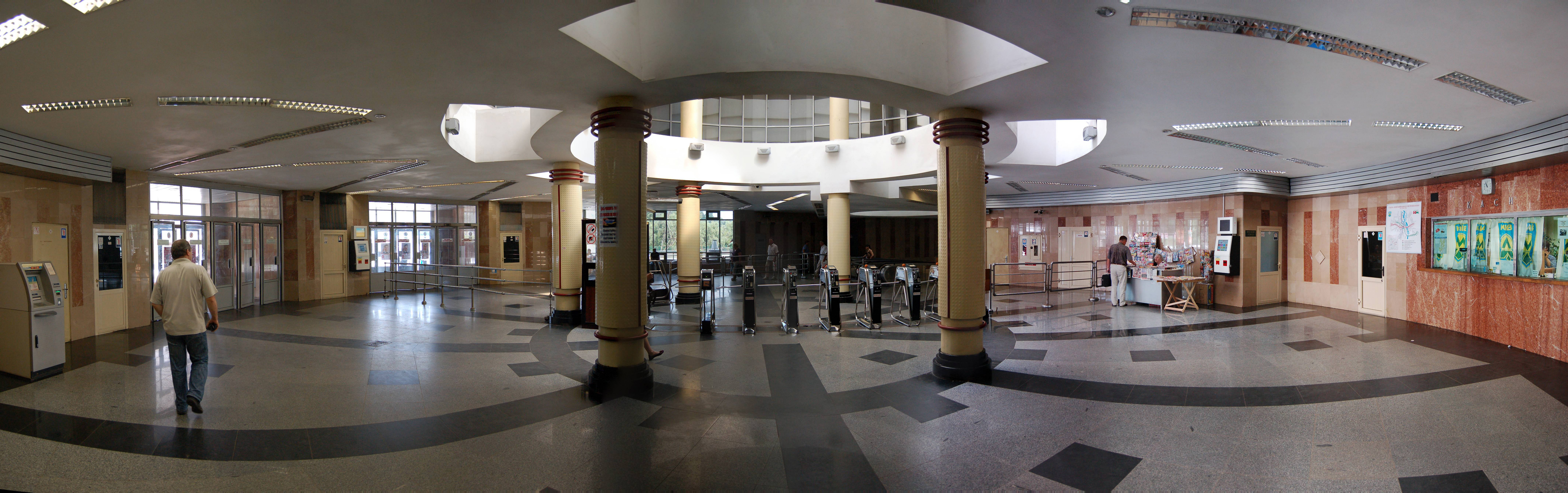
Интерьер наземного вестибюля
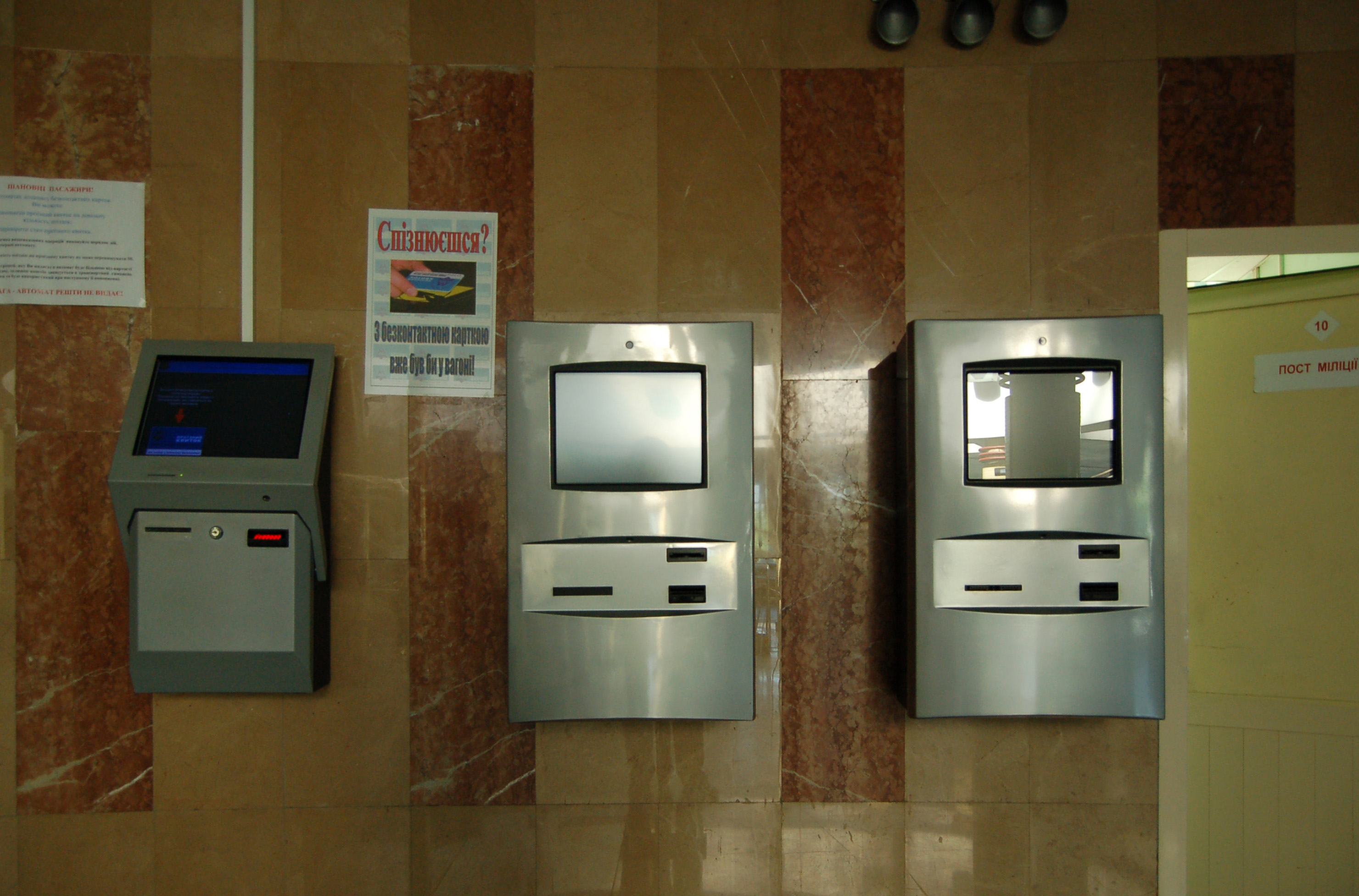
Автоматы пополнения проездных бесконтактных карточек
«Сырецкая» на схеме линий

## Режим работы
Открытие — 05:55, закрытие — 00:00.
Отправление первого поезда в направлении:
- ст. «Красный хутор» — 06:00

Отправление последнего поезда в направлении:
- ст. «Красный хутор» — 00:05

Расписание отправления поездов в вечернее время (после 22:00) в направлении:
- ст. «Красный хутор» — 22:08, 22:19, 22:30, 22:41, 22:52, 23:03, 23:14, 23:26, 23:39, 23:52

Перспектива — линия продлится до станции Мостицкая и Проспект Правды, открытие запланировано после 2023 г..

## В культуре
Под «Сырец» стилизована вымышленная станция «Октябрьская» (само название существует в Московском, Минском и Новосибирском метрополитенах) на вымышленной локации (карте) b50 в дополнении (моде) «Metrostroi Subway Simulator» к игре «Garry's Mod» в Steam. Смоделирована и подключена к системе СЦБ в виде автоблокировки со светофорами и защитными участками и функционирует в виде аддона в Steam Workshop. Дополнение отличается от других компьютерных симуляторов поезда высокой реалистичностью.